# Красотка блестящая
Красотка блестящая (лат. Calopteryx splendens) — стрекоза рода Calopteryx, принадлежащая к семейству стрекоз-красоток.

## Описание
Длина 45—48 мм, брюшко 34—38 мм, заднее крыло 30—31 мм, размах крыльев до 70 мм. У самца птеростигма отсутствует. Тело с металлическим блеском, синее с зелёным отливом. Середина крыла несёт широкую металлически-блестящую синюю или тёмно-синюю перевязь, основания и вершины крыла бесцветные, прозрачные. 

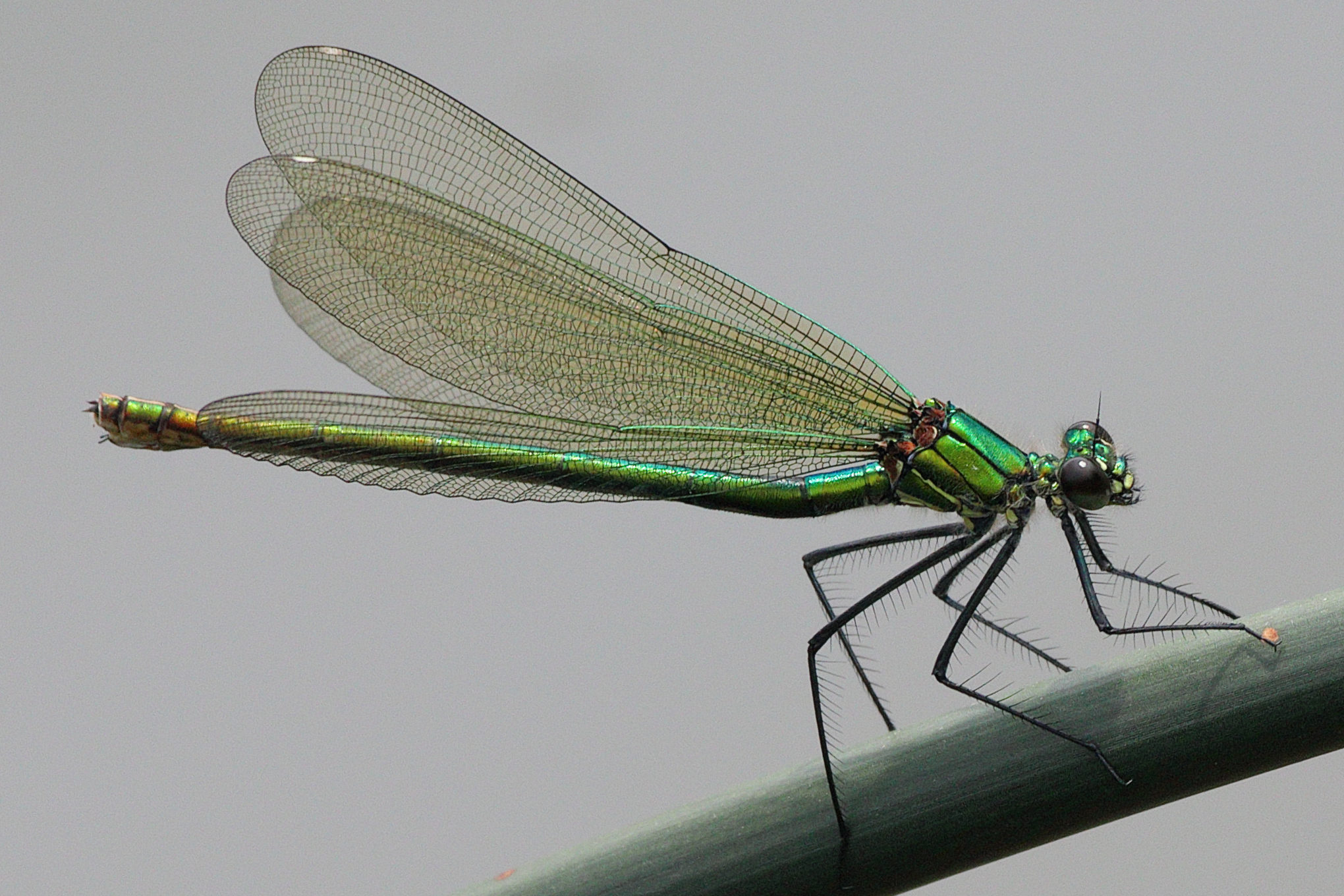
Самка

У самки вместо птеростигмы находится светлое пятно, пересечённое жилками. Крылья практически бесцветные, с металлически блестящими зелёными поперечными жилками. Тело золотисто-зелёного или бронзово-зелёного цвета. Крылья относительно прозрачные, с зеленоватым отливом и металлически блестящими поперечными жилками зелёного цвета.

## Биология
Период лёта: конец июня — середина сентября. Вид обычный, при благоприятных условиях — многочисленный. Отличается медленным порхающим полётом. Летает неохотно и плохо, часто присаживаются на растения, кустарники. Стрекозы встречаются около медленно текущих ручьёв и мелких речек с берегами, поросшими растительностью. От водоёмов практически не отлетают. Самки преимущественно сидят среди растительности, а самцы летают над водой вдоль берега.
Яйца откладываются в надрезы стеблей и листьев растений, при этом самка медленно переползает с места на место, погружая брюшко в воду до самых крыльев.
Тело личинки удлинённое, стройное, коричневато-жёлтого или серо-зелёного цвета. Длина её тела, включая хвостовые жабры, достигает 32—34 мм. Предпочитают сильно заросшие и медленно текущие реки и ручьи с обильной растительностью, включая заиленные и с мутной водой.

## Ареал
Ареал — от Западной Европы до озера Байкал, встречается также в Передней Азии и Северной Африке около рек, озёр и других водоёмов. Возможно, в большем количестве обитают в лесной местности. Личинки живут в ручьях и реках с небольшим течением и в стоящих водоёмах с чистой водой. Вид распространён, но в некоторых районах находится под угрозой. Вид достаточно уязвимый и локально распространённый; внесён в Красные книги Курганской и Челябинской областей как уязвимый вид.
Охраняется в Ильменском, Восточно-Уральском и Южно-Уральском заповедниках, в музее-заповеднике «Аркаим», в национальных парках «Таганай» и «Зюраткуль», Троицком заказнике. Лимитирующими факторами являются загрязнение водоёмов и хозяйственное освоение прибрежных зон. Основная цель по защите вида — предотвращение загрязнения водоёмов.